# 莫拉尼亚
莫拉尼亚，是西班牙加利西亚自治区蓬特韦德拉省的一个市镇。 总面积41平方公里，总人口4285人（2001年），人口密度105人/平方公里。